# Stirpe di drago
Stirpe di drago (Dragon Seed) è un romanzo della scrittrice statunitense Pearl Buck pubblicato nel 1942.
Il libro descrive la vita dei contadini cinesi in un villaggio fuori Nanjing, in Cina, immediatamente prima e durante l'invasione giapponese nel 1937. Alcuni personaggi cercano protezione nella città, mentre altri diventano collaborazionisti. Questa storia si concentra poco sui dettagli dell'attacco e più sulle reazioni dei personaggi agli eventi. Nel libro viene trattato il tema del massacro di Nanchino (comunemente chiamato lo Stupro di Nanchino). Il romanzo si svolge durante questi eventi.
Dal libro fu tratta nel 1944 una versione cinematografica: La stirpe del drago (Dragon Seed) di Harold S. Bucquet e Ack Conway.

## Edizioni italiane
- Stirpe di drago, traduzione di Giorgio Monicelli, Collezione Medusa n.202, Milano, Arnoldo Mondadori Editore, 1947. - Collana Oscar, 1965; Collana Oscar Moderni, Mondadori, 2018, ISBN 978-88-047-0700-4.
- Stirpe di drago, Introduzione di G. Monicelli, a cura di Teresa Maddi, Collana Le cicale, Milano, Mondadori, 1991.